# Národní památník na Vítkově
Národní památník na Vítkově ("Nationalmonumentet på Vítkov") är ett monument i Prag i Tjeckien. Det ligger 260 meter över havet, på Vítkovkullen i stadsdelen Žižkov.